# Cimetière de Passy

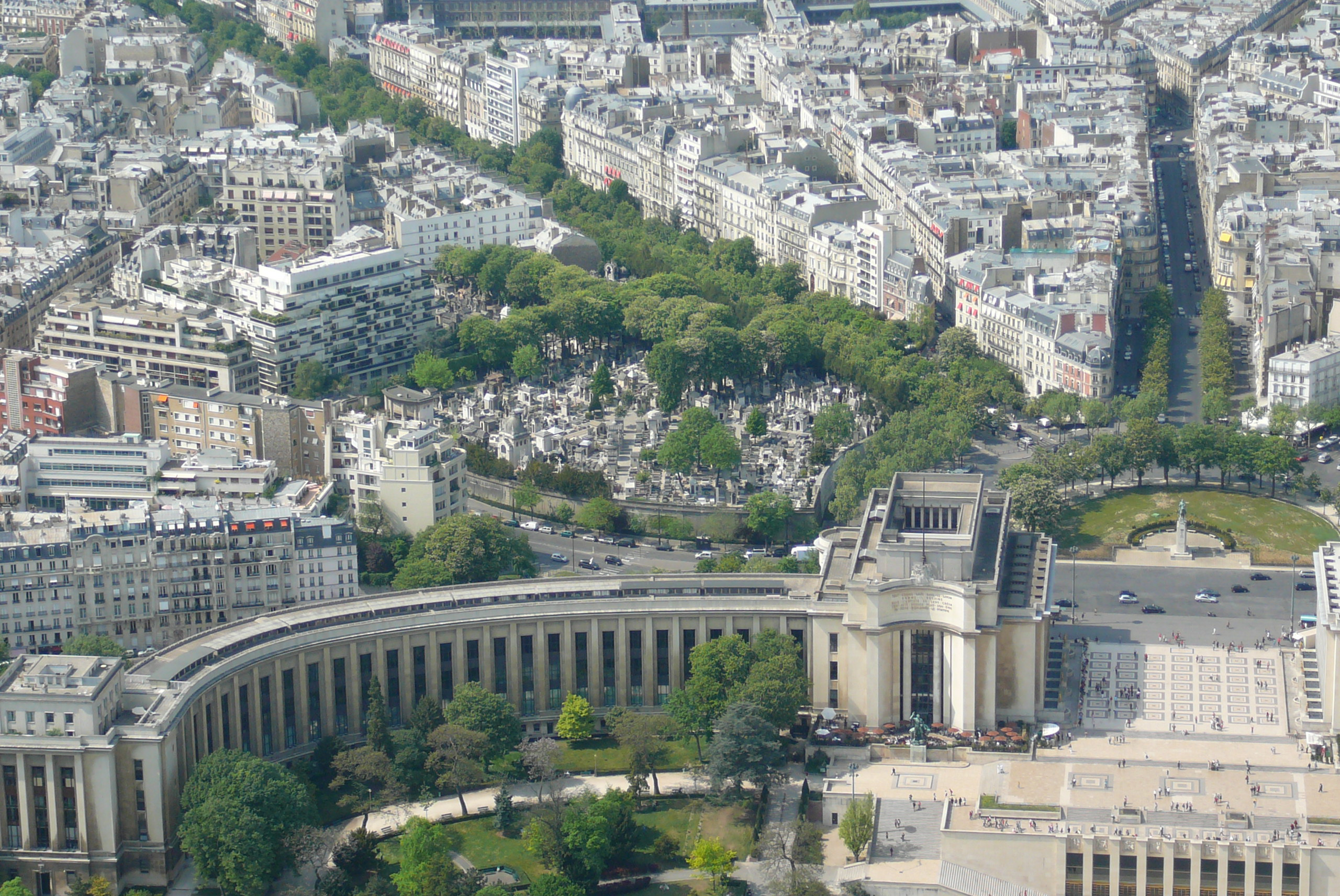
Het cimetière de Passy met op de voorgrond het Palais de Chaillot

Het Cimetière de Passy is een kleine begraafplaats in Parijs in het 16e arrondissement. Het is gelegen achter het Trocadéro en heeft (deels) uitzicht op de Eiffeltoren.

## Bekende personen die hier begraven liggen
- Jean-Louis Barrault, acteur

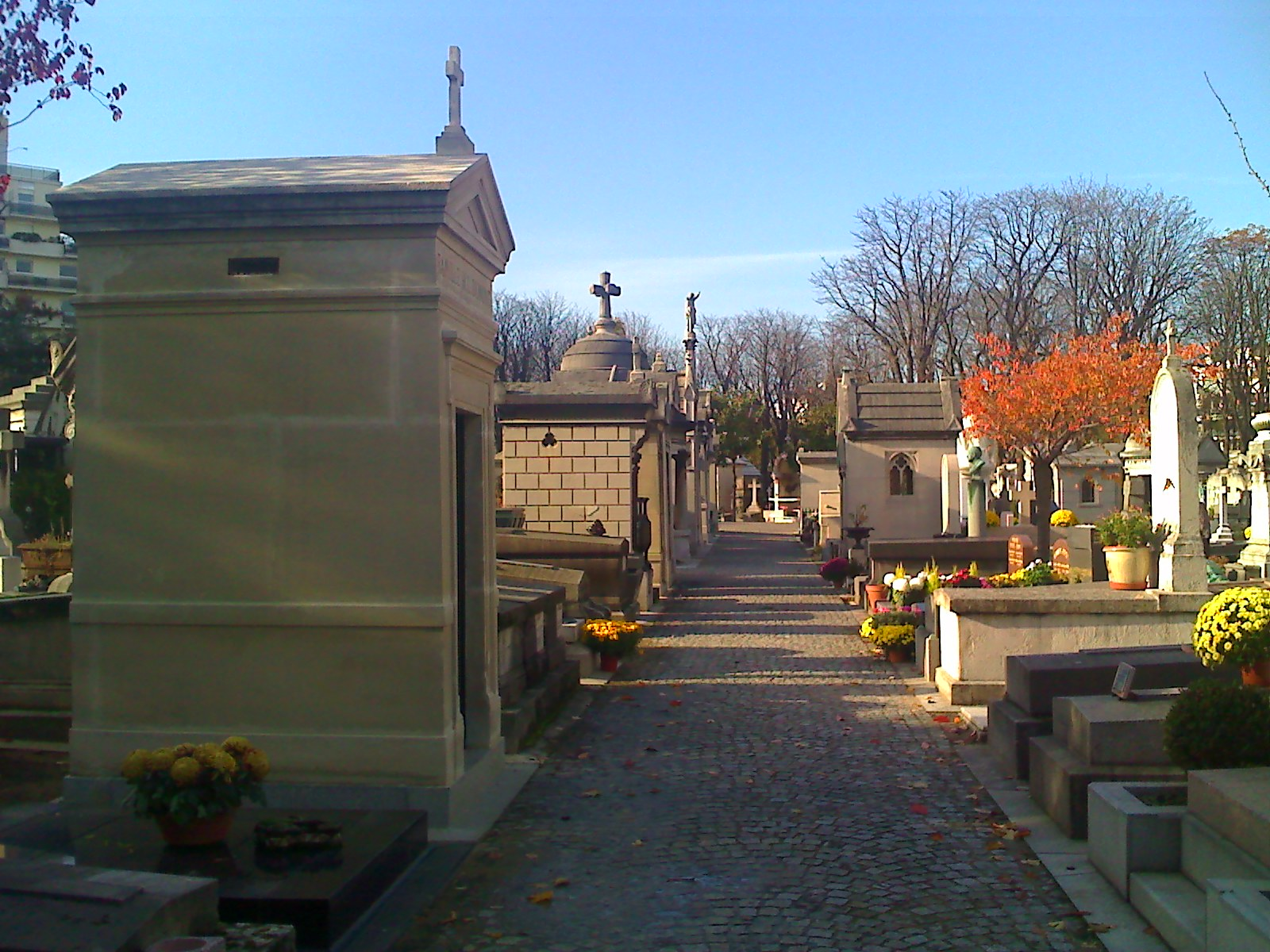
Het cimetière de Passy

- Marie Bashkirtseff, schilderes en dagboekschrijfster
- James Gordon Bennett jr., uitgever, sportliefhebber
- Bảo Đại, laatste keizer van Vietnam
- Marcel Dassault, ingenieur en ondernemer
- Claude Debussy, componist
- Henri Farman, vliegtuigbouwer
- Gabriel Fauré, componist
- Fernandel, acteur, komiek en zanger
- Charles de Freycinet, premier
- Maurice Gamelin, opperbevelhebber van de Franse strijdkrachten in de Tweede Wereldoorlog
- François-Louis Magallon, graaf van la Morlière, generaal en gouverneur van Île de France of Frans Mauritius
- Édouard Manet, schilder
- Eugène Manet, broer van schilder Édouard Manet en echtgenoot van schilder Berthe Morisot
- Julie Manet, schilder en kunstverzamelaar, dochter van Eugène Manet en van schilder Berthe Morisot
- Suzanne Leenhoff, uit Zaltbommel; concertpianiste en vrouw van Édouard Manet
- André Messager, componist en dirigent
- Berthe Morisot, schilder, getrouwd met de broer van Édouard Manet
- Leila Pahlavi, dochter van de laatste sjah van Iran
- Gaston Palewski, militair en politicus
- François Périer, acteur
- Marcel Renault, coureur en medeoprichter van Renault met zijn broers Fernand en Louis.
- Haroun Tazieff, geoloog

- Charles Huntziger, generaal, tekende de Wapenstilstand van Compiègne van 1940.

## Bekende monumenten
Op deze begraafplaats heeft jaren het beroemde standbeeld van Xawery Dunikowski (De ziel die ontsnapt uit het lichaam) gestaan. Het stond op het eregraf van Antoine Cierplikowski, een beroemde kapper uit Parijs, die begraven is in zijn geboorteplaats Sieradz. Het graf en het monument zijn in 2004 geruimd.
Cimetière d'Auteuil ·
Cimetière des Batignolles ·
Cimetière de Belleville ·
Cimetière de Bercy ·
Cimetière du Calvaire·
Catacomben ·
Cimetière des Innocents ·
Cimetière d'Ivry ·
Cimetière de Montmartre ·
Cimetière du Montparnasse ·
Cimetière Notre-Dame ·
Cimetière de Passy ·
Cimetière du Père-Lachaise ·
Cimetière Saint-Vincent ·
Cimetière de la Villette
Zie ook: Lijst van bezienswaardigheden in Parijs
- Library of Congress Control Number: n98103831
- Virtual International Authority File: 263232543